# بلوک کار، دموکراسی و آزادی
بلوک کار، دموکراسی و آزادی (به ترکی: Emek, Demokrasi ve Özgürlük Bloğu) یک ائتلاف انتخاباتی بود که به وسیلهٔ حزب صلح و دموکراسی (ب.د.پ) که از حقوق کردها دفاع می‌کرد و چندین جنبش سیاسی و گروه‌های چپ‌گرای کوچک‌تر در ترکیه شکل گرفت. این ائتلاف به منظور عبور از حد نصاب انتخاباتی ۱۰ درصدی که برای به دست آوردن کرسی در مجلس کبیر میهنی ترکیه موردنیاز است، به صورت معرفی کاندیداهایی از احزاب عضو ائتلاف به عنوان نامزد مستقل در انتخابات سراسری ترکیه در سال ۲۰۱۱ شرکت کرد. این ائتلاف ۵/۶۷ درصد از آرا را به دست آورد و ۳۶ نماینده را راهی پارلمان کرد. شورای عالی انتخابات ترکیه بعداً انتخاب خطیب دجله نمایندهٔ عضو حزب صلح و دموکراسی را ابطال کرد و بدین ترتیب تعداد نمایندگان عضو ائتلاف در مجلس به ۳۵ نفر کاهش یافت. بلوک کار، دموکراسی و آزادی در ۴۱ استان ۶۵ کاندیدا معرفی کرده‌بود.
مشارکت‌کنندگان اصلی ائتلاف، حزب طرفدار کردهای صلح و دموکراسی (ب.د.پ)، حزب کار و حزب برابری و دموکراسی بودند. حزب کار قبلاً در انتخابات سراسری ۲۰۰۷ نیز ائتلافی را با حزب جامعه دموکراتیک که نیای حزب صلح و دموکراسی به شمار می‌آید تحت عنوان کاندیداهای هزار امید شکل داده‌بود. رهبر حزب کار لونت توزل که در سال ۲۰۰۷ در انتخابات ناکام مانده‌بود، در سال ۲۰۱۱ به عنوان عضوی از بلوک به عنوان نمایندهٔ مجلس انتخاب شد. چندین حزب کوچک چپ‌گرای دیگر نیز عضو این بلوک بودند، اما تنها حزب کار و حزب برابری و دموکراسی بودند که حق شرکت در رقابت‌های انتخاباتی را تحت عنوان حزب به دست آوردند. حزب کار در استان‌هایی که بلوک کار، دموکراسی و آزادی در انتخابات شرکت نکرده‌بود، نامزدهای خودش را معرفی کرده‌بود.
ائتلاف میان چندین حزب چپ‌گرا راه را برای تأسیس کنگرهٔ دموکراتیک خلق‌ها هموار کرد. در این کنگره که بیشتر گروه‌های حامی بلوک در آن مشارکت دارند، در سال ۲۰۱۲ حزب سیاسی جدیدی تحت عنوان حزب دموکراتیک خلق‌ها (هـ.د.پ) تأسیس کردند. حزب دموکراتیک خلق‌ها در انتخابات سراسری سال ۲۰۱۵ به عنوان حزبی که بیشتر احزاب عضو بلوک از آن حمایت می‌کردند توانست ۱۳/۲ درصد از آرا را به دست آورده و به توافق معرفی نامزدهای مستقل در انتخابات‌های سراسری پایان دهد.

## انتخابات ۲۰۱۱
بلوک کار، دموکراسی و آزادی در انتخابات سراسری ۲۰۱۱ توانست ۵/۶۷ درصد از آرا به دست بیاورد و ۳۵ نماینده را ارهی مجلس کند. نامزدهای منتخب عمدتاً از منطقهٔ کردستان ترکیه بودند.

### نامزدها
| - آدانا: مراد بوزلاک - آدیامان: ولی بویوک‌شاهین - آگری: خلیل آکسوی - آنکارا: صدرالدین گوونر، گرجیش اوتاش - آنتالیا: احسان نرگز - اردهان: یوکسل آوشار - آیدین: محمد بایراکتار - بالیکسیر: توران چنگیز - باتمان: بنگی یلدیز، آیلا آکات آتا - بینگول: ادریس بالوکن - بیتلیس: حسام‌الدین زندرلی‌اوغلو - بورسا: محمد دنیز - دنیزلی: کمال بلر - دیاربکر: لیلا زانا، خطیب دجله، امینه آینا، نورسل آیدوغان، آلتان تان، شرف‌الدین الچی - ارزروم: صباحتین یلماز - اسکی‌شهر: حسن یالچین‌کایا - غازی عینتاب: آکین بیردال - حکاری: صلاح‌الدین دمیرتاش، عادل کورد، اسد جانان - ایغدیر: پروین بولدان - استانبول: عبدالله لونت توزل، سری ثریا اوندر، صباحت تونجل | - ازمیر: اردال آوجی، محمد تانهان - قهرمان‌مرعش: مصطفی ماماکلی - قارص: مولکیه بیرتانه - قر شهر: فایق کاراداش - قوجاایلی: امرالله بینگول - قونیه: حاجی محمد بوزذاغ - ملطیه: گانی روزگار شاواتا - مانیسا: عایشه‌گول اوزترک - ماردین: احمد ترک، گولسر یلدریم، ارول دورا - مرسین: ارطغرل کورکچو - موغله: شبال شنیورت - موش: سری ساکیک، دمیر چلیک - عثمانیه: کامران بابلاک - سقاریه: حسین تانش - سعرد: گولتن کیشاناک - شانلی‌اورفه: ابراهیم بینیجی، ابراهیم آیهان - شرناق: حسیب کاپلان، سلما ایرماک، فیصل ساری‌یلدیز - تکیرداغ: کرم توسون - تونجلی: فرهاد تونچ - وان: کمال آکتاش, اوزدال اوچر، نظمی گور، آیسل توغلوک - یالوا: احسان جوشکون |

همهٔ این نامزدها از سیاستمداران حزب صلح و دموکراسی (ب.د.پ) نبودند. بلکه همچنین عبدالله لونت توزل از حزب کار نیز در میان آنان بود.
کاندیداهای زیر در خلال تحقیقات مربوط به پروندهٔ سازمان کنفدرالیست کنفدراسیون جوامع کردستان (ک.ج.ک) زندانی شدند:
- دیاربکر: خطیب دجله
- وان: کمال آکتاش
- شرناق: سلما ایرماک، فیصل ساری‌یلدیز
- شانلی‌اورفه: ابراهیم آیهان
- ماردین: گولسر یلدریم

### اعضای منتخب
- آدانا: مراد بوزلاک
- آگری: خلیل آکسوی
- باتمان: بنگی یلدیز، آیلا آکات آتا
- بینگول: ادریس بالوکن
- بیتلیس: حسام‌الدین زندرلی‌اوغلو
- دیاربکر: لیلا زانا, خطیب دجله, امینه آینا، نورسل آیدوغان، آلتان تان، شرف‌الدین الچی
- حکاری: صلاح‌الدین دمیرتاش، عادل کورد، اسد جانان
- ایغدیر: پروین بولدان
- استانبول: عبدالله لونت توزل، سری ثریا اوندر، صباحت تونجل
- قارص: مولکیه بیرتانه
- ماردین: احمد ترک، گولسر یلدریم، ارول دورا
- مرسین: ارطغرل کورکچو
- موش: سری ساکیک، دمیر چلیک
- سعرد: گولتن کیشاناک
- شانلی‌اورفه: ابراهیم بینیجی، ابراهیم ایهان
- شرناق: حسیب کاپلان، سلما ایرماک، فیصل ساری‌یلدیز
- وان: کمال آکتاش، اوزدال اوچر، نظمی گوز، آیسل توغلوک

### آرایی که توسط احزاب مشارکت‌کننده در دیگر مناطق به دست آمد
| حزب | حزب     | تعداد آرا | تعداد آرا | تعداد آرا | تعداد کرسی | تعداد کرسی |
| حزب | حزب     | تعداد آرا | درصد      | نوسان     | منتخب      | کرسی ±     |
| --- | ------- | --------- | --------- | --------- | ---------- | ---------- |
|     | حزب کار | ۳۲,۱۲۸    | ۰/۰۷%     | ۰/۰۱%     | ۰          | ۰          |